# سیارک ۲۴۵۱
سیارک ۲۴۵۱ (به انگلیسی: 2451 Dollfus، نامگذاری:1980RQ) دو هزار و چهارصد و پنجاه و یکمین سیارک کشف شده‌است که در ۲ سپتامبر ۱۹۸۰ کشف شد.
قدر مطلق سیارک برابر ۱۲٫۱۰ است.